# Benthamia verecunda
Benthamia verecunda är en orkidéart som beskrevs av Rudolf Schlechter. Benthamia verecunda ingår i släktet Benthamia och familjen orkidéer. Inga underarter finns listade i Catalogue of Life.